# 行雲流水
行雲流水（こううんりゅすい）は、北宋の文人・蘇軾の作品『与謝民師推官書』（謝民師推官に与うるの書）に由来する四字熟語。文字通り、空を行く雲と流れる水、すなわち自然の雄大な様子を表す語で、転じて物事に執着せず、淡々と自然の成り行きに任せて行動することをも意味する。

## 原典
『与謝民師推官書』は、蘇軾が当時推官という官職にあった謝民師から送られてきた手紙や詩、散文を評した返書で、作文の心構えを示したものである。その中で蘇軾は、次のように述べている。
蘇軾は、文章というものには始めから決められた形はなく、自然の成り行きに任せて、心の思うままに筆を走らせていくことが作文の極意であると示した。

## 禅語
上記のように、元来「行雲流水」は作文の心得を示した語であったが、日本では禅宗で好まれる言葉となり、一所に留まらず各地を巡り修行する禅僧を「行雲流水」に例えて「雲水」と呼ぶようにもなった。